# Königsteiner Staatsabkommen
Im Staatsabkommen der Länder der Bundesrepublik Deutschland über die Finanzierung wissenschaftlicher Forschungseinrichtungen (Königsteiner Staatsabkommen) vereinbarten die westdeutschen Länder, zwei Monate vor der Gründung der Bundesrepublik Deutschland am 31. März 1949, bei größeren Forschungseinrichtungen von überregionaler Bedeutung, deren Zuschussbedarf die finanzielle Leistungskraft eines einzelnen Landes übersteigt, die zur Erfüllung der Forschungsaufgaben erforderlichen Mittel nach den Bestimmungen dieses Abkommens gemeinsam aufzubringen.

## Vorgeschichte
In den Jahren nach dem Zweiten Weltkrieg gab es unterschiedliche Ansätze für eine Neuorganisation der deutschen Forschungseinrichtungen und Forschungsorganisationen. Während in der Sowjetischen Besatzungszone sofort ein vorwiegend zentralistischer Weg beschritten wurde, wurde von den Ländern in den drei westlichen Besatzungszonen von Anbeginn an Wert auf föderale Strukturen gelegt. Erst allmählich entwickelte sich daraus eine Zusammenarbeit auf zonaler Ebene (der amerikanischen, britischen oder französischen Zone), die dann zu einer bizonalen und schließlich trizonalen Kooperation führte – immer begleitet von Direktiven der jeweiligen Besatzungsmacht.
Eine Sonderrolle spielte aufgrund des Viermächte-Status die damalige Stadt Berlin, wo Entscheidungsprozesse schwieriger verliefen; der Magistrat von Berlin verfügte über weniger Handlungsmöglichkeiten als ein Land in den drei Westzonen.
Gerade die besondere Situation Berlins, wo alleine 45 in der Stadt verbliebene Institute oder Abteilungen ehemaliger Institute der Kaiser-Wilhelm-Gesellschaft Finanzbedarf hatten, um ihre Arbeit fortsetzen zu können, führte dann zu einem ersten Staatsabkommen zwischen den Ländern der Amerikanischen Zone.
Mit den Regelungen dieses Staatsabkommens vom 3. Juni 1947, das seinen ursprünglichen Zweck, nämlich die Schaffung einer bis dahin in Deutschland unbekannten „School of Advanced Studies“ nach amerikanischem Vorbild, nie erfüllte, wurden die Blaupausen geschaffen für das Königsteiner Staatsabkommen. Im Artikel 2 des Staatsabkommens über die Forschungshochschule taucht erstmals die Formulierung auf, die sinngemäß für alle Folgeabkommen maßgeblich blieb:

„Die Vertragsschließenden kommen ferner überein, für deutsche Forschungsinstitute von einer über den Rahmen eines einzelnen Staates hinausgehenden überragenden wissenschaftlichen Bedeutung gemeinsam die Mittel aufzubringen.“

Zugleich wurde erstmals ein Verteilungsschlüssel für diese gemeinsam zu finanzierenden Aufgaben festgelegt.
Fungierte das Staatsabkommen über die Deutsche Forschungshochschule überwiegend nur als Übergangsregelung zur Rettung der in Berlin-Dahlem ansässigen Institute der Kaiser-Wilhelm-Gesellschaft, bis diese 1953 in die Max-Planck-Gesellschaft übernommen wurden, so gab es jedoch auch noch andere Forschungseinrichtungen, für die eine Neuregelung ihrer Arbeit und Finanzierung gefunden werden musste. In den Jahren 1945 bis 1947 gab es mehrere Versuche, eine gesamtdeutsche oder eine nur die Westzonen betreffende Lösung für die Nachfolge des Reichsamts für Bodenforschung zu finden. Sie alle waren gescheitert, die gesamtdeutsche ebenso wie die bizonalen. Vor allem die süddeutschen Länder leisteten Widerstand, einerseits aus Furcht vor einem übermächtigen Zentralamt, andererseits aber in Sorge um den Verlust eigener Zuständigkeiten und Einflussmöglichkeiten. Sie beharrten auf eigenständigen geologischen Landesanstalten.
Darüber hinaus war aber abzusehen, dass es „Gemeinschaftsaufgaben auf dem Gebiet der Geologie“ gibt, die nicht von einem einzelnen Landesinstitut alleine gelöst werden konnten. Dies führte am 1. Juni 1948 – ein Jahr nach der Unterzeichnung des Staatsabkommens über die Deutsche Forschungshochschule – zu einer Vereinbarung zur Einrichtung eines „Deutschen Geologischen Forschungsinstituts der Geologischen Landesämter des vereinigten Wirtschaftsgebietes“ (Bizone).
In den Höchster Vereinbarungen (der Name leitet sich vom Verhandlungsort Frankfurt-Höchst ab) stehen wesentlich stärker noch als im Staatsabkommens über die Deutsche Forschungshochschule die Einzelinteressen der beteiligten Länder im Vordergrund. Doch trotz der ausdrücklichen Festschreibung der Selbständigkeit der Geologischen Landesämter, war das für die beteiligten Länder offenbar kein Grund, die verabschiedete Vereinbarung auch mit Leben zu füllen. Ein Jahr passierte faktisch nichts in diese Richtung, möglicherweise deshalb nicht, weil längst schon die Verhandlungen für ein neues Staatsabkommen liefen, das umfassend die Neuorganisation der überstaatliche Forschung in Deutschland regeln sollte. Zudem gab es jenseits von Kaiser-Wilhelm-Gesellschaft und den Geologischen Landesämtern eine Vielzahl weiterer Institute, deren Zukunft noch nicht geklärt war, und: „Im Laufe des Jahres 1947 trat als ein weiteres Hauptthema in der Forschungsorganisation die Gründung einer neuen Notgemeinschaft der deutschen Wissenschaft auf.“ Die Gründung der „Notgemeinschaft“ am 11. Januar 1949 in Köln, aus der später die Deutsche Forschungsgemeinschaft hervorging, führte diese – neben der bald als Max-Planck-Gesellschaft firmierenden Kaiser-Wilhelm-Gesellschaft als weiteres finanzielles Schwergewicht in die noch zu treffenden Vereinbarungen ein.

## DasKönigsteiner Staatsabkommen

### Lösungsversuche zwischen Zentralismus und Föderalismus
Das Staatsabkommen über die Deutsche Forschungshochschule war den süddeutschen Ländern und insbesondere Bayern immer nur ein Vehikel zur Durchsetzung anderer Interessen.

„Das Ziel der bayerischen Vertreter war es gewesen, die Forschungshochschulplanung mit der Finanzierung der in der Amerikanischen Zone bisher noch nicht versorgten Institute zu verknüpfen. […] Fritz Karsen jedoch wandte sich entschieden gegen eine Verbindung der Wissenschaftsorganisation in der Zone mit der in Berlin und sprach sich im Sinne der amerikanischen Militärregierung für eine strikte Trennung beider Ausschüsse aus. Am 3. Dezember 1946, einen Monat nach der Errichtung des Sonderausschusses für die Gründung der Forschungshochschule, kam es dann durch einen Länderratsbeschluss, basierend auf dem Vorschlag des bayerischen Ministerpräsidenten Wilhelm Hoegner, zur Bildung eines Sonderausschusses für den Erhalt der Forschungsinstitute in den Ländern der US-Zone. Auf den ersten Blick schien es, als sei der Wunsch Karsens nach einer Trennung beider Ausschüsse befolgt worden. Betrachtet man die Ausschüsse aber genauer, fiel auf, dass beide Gremien personell identisch besetzt worden waren. […] Somit wurde die Forderung der amerikanischen Militärregierung nach zwei getrennten Ausschüssen doch noch unterlaufen. Da klar war, dass dies nicht in deren Sinne sein konnte, verzichteten die Beteiligten anscheinend auch auf eine offizielle Benachrichtigung der amerikanischen Militärregierung über die Gründung des Sonderausschusses für die Forschungsinstitute in der Amerikanischen Zone. Karsen erfuhr davon erst im März 1947 in einem informellen Gespräch.“

Vor dem Hintergrund ist es nicht verwunderlich, dass zwar weiter an der Schaffung der formalen Rahmenbedingungen für die Deutsche Forschungshochschule gearbeitet und das entsprechende Staatsabkommen am 3. Juni 1947 verabschiedet wurde, das eigentliche Ziel der beteiligten Länder dabei aber weiterhin oberste Priorität genoss: eine Forschungsorganisation, die Wissenschaft als ausschließlichen Bereich der Kulturhoheit der Länder festschreiben und dafür die finanziellen Mittel aufbringen sollte. Diesem Anspruch stand zu diesem Zeitpunkt bereits die Tatsache entgegen, dass sich mittlerweile die Kaiser-Wilhelm-Gesellschaft, die die Amerikaner eigentlich auflösen wollten, mit Duldung der britischen Militäradministration als zentralistische Organisation rekonstruiert hatte und sich in die Max-Planck-Gesellschaft transformierte. Ein von den Amerikanern im Sommer 1946 in den Alliierten Kontrollrat eingebrachter Gesetzentwurf zur Auflösung der Kaiser-Wilhelm-Gesellschaft fand dort zwar die Zustimmung der Amerikaner, Sowjets und Franzosen, wurde aber nie wirksam umgesetzt.
Ähnlich verlief die Entwicklung im Vorfeld der 1951 gegründeten Deutschen Forschungsgemeinschaft, deren beide 1949 (wieder-)gegründeten Vorläuferorganisationen, die Notgemeinschaft der deutschen Wissenschaft und der „Deutsche Forschungsrat“, sich mit britischer Duldung zentralistisch organisierten.

### Kompromisse auf dem Weg zumKönigsteiner Staatsabkommen
Bereits während des Ratifizierungsverfahrens für das Staatsabkommen über die Deutsche Forschungshochschule wurde im März 1948 eine neue Kommission gegründet, die sich der Aufgabe annehmen sollte, unter Einschluss der Max-Planck-Gesellschaft ein Modell für die künftige Finanzierung der wissenschaftlichen Forschungsinstitute zu entwickeln. „Diese Kommission sprach sich gegen eine bizonale Finanzierung der Max-Planck-Gesellschaft aus und schlug stattdessen vor, den 1947 in der Amerikanischen Zone geschlossenen Staatsvertrag [über die Finanzierung der Deutschen Forschungshochschule] zu erweitern und den Ländern der anderen beiden Westzonen den Beitritt zu ermöglichen.“ Sichergestellt werden sollte dabei vor allem, „daß im künftigen Bundesstaat Kultur- und Wissenschaftspflege grundsätzlich Aufgabe der Länder sein werden“.
Die Kommissionsempfehlung war Gegenstand der Beratung der Kultus- und Finanzminister der elf westdeutschen Länder und führte schließlich nach vielen weiteren Verhandlungsrunden dazu, dass im April 1949 das Staatsabkommen über die Finanzierung wissenschaftlicher Forschungseinrichtungen (Königsteiner Staatsabkommen) in Kraft treten konnte. Es war ein Kompromiss, der erst möglich wurde, nachdem sich die Positionen der Länder Bayern und Niedersachsen angenähert und zur Vermeidung einer Zersplitterung des Kultus- und Wissenschaftsbereichs die Ständige Konferenz der Kultusminister mit einem dauerhaften Sekretariat geschaffen worden war.  Dass dabei auch persönliche Konflikte überwunden werden mussten, wird an den Kontroversen um und zwischen Friedrich Glum und Ernst Telschow deutlich. Telschow löste am 15. Juli 1937 Glum als Generalsekretär der Kaiser-Wilhelm-Gesellschaft ab und übte diese Funktion auch nach dem Zweiten Weltkrieg weiter aus (bis 1960). Seit dem 26. Februar 1948 war er als geschäftsführendes Mitglied des Verwaltungsrates zugleich Generaldirektor der Generalverwaltung der Max-Planck-Gesellschaft und in dieser Funktion der Verhandlungspartner der Ländervertreter. Als deren maßgeblicher Verhandlungsführer saß ihm der bayerische Vertreter Glum gegenüber. Ihm war die Rückkehr in die Kaiser-Wilhelm-Gesellschaft nach dem Krieg von Max Planck verweigert worden, woraus Maria Osietzki folgert, dass dessen „darauf folgender föderalistischer Kurs gegenüber der MPG […] vermutlich aus einem persönlichen Ressentiment gegen die Gesellschaft“ erfolgte. Telschow wiederum musste sich seitens der Länder wegen seiner politischen Vergangenheit im Dritten Reich rechtfertigen, blieb aber „trotz der massiven Anschuldigungen […] im Amt. Die Zusammenarbeit mit Otto Hahn und seine Verdienste um die Erhaltung der Gesellschaft sicherten ihm seine Position in der MPG. Den Kultusministern war es weder gelungen, einen Mann ihres Vertrauens in die MPG-Verwaltung hineinzubekommen, noch hatten sie die ihnen unerwünschte Politik der MPG mit der Person Telschows beseitigen können.“ Glum wurde schließlich durch Hans Rupp ersetzt, der fortan als Vertreter der Kultusminister der US-Zone in der Kommission zur Finanzierung der Forschungsinstitute fungierte. Rupp „trug nun die Verantwortung, die westzonale Forschungsförderung in die Richtung eines Staatsvertrages zu lenken, der in der amerikanischen Zone von Glum vorgeprägt worden war.“
Die Frage nach den Kontrollrechten der Länder über die Max-Planck-Gesellschaft blieb ungeklärt, und diese verstand es erfolgreich, ihre zentralistische Organisation zu verteidigen. Es wurde lediglich ein Formelkompromiss gefunden: „Speziell für die Behandlung der MPG wurde in den Durchführungsbestimmungen zum Staatsabkommen festgestellt, daß die Länder im Senat der Gesellschaft angemessen vertreten sein müßten und die Institute der Gesellschaft nur berücksichtigt würden, wenn sie förderungswürdig seien.“ Im Klartext: Die Max-Planck-Gesellschaft als zentrale Forschungseinrichtung blieb unangetastet, den Ländern wurde keine Mitsprache bei den auf ihrem Gebiet vorhandenen Instituten eingeräumt, sie erhielten nur mittelbare Einflussmöglichkeiten durch ihre Vertretung im Senat der Max-Planck-Gesellschaft. Diese wurde in ihrer Gesamtheit als Forschungseinrichtung von überregionaler Bedeutung in die gemeinschaftliche Finanzierung einbezogen. Dabei würden sich, wie bei den nicht zur MPG gehörenden Instituten auch, „die aufzubringenden Beträge zu zwei Dritteln an den Steuereinnahmen und zu einem Drittel an der Bevölkerungszahl des einzelnen Landes orientieren. Des Weiteren musste das Land, in dem das zu unterstützende Institut lag, einen gewissen Teil des Bedarfs aus eigenen Mitteln decken. Das Königsteiner Staatsabkommen sollte nach der Zustimmung der einzelnen Landtage in Kraft treten und rückwirkend ab dem 1. April 1949 gelten und damit den 1947 geschlossenen Staatsvertrag der Länder der US-Zone (mit Berlin) [über die Finanzierung der Deutschen Forschungshochschule] ablösen. Die Forschungshochschule wurde mit einem Haushaltsbetrag von 1,4 Millionen DM in das Königsteiner Staatsabkommen einbezogen.“ Das hier skizzierte Finanzierungsmodell ist die Rohform dessen, was bis heute als Königsteiner Schlüssel bekannt ist und zwischen den Bundesländern bei länderübergreifenden Finanzierungsfragen praktiziert wird.
Bereits drei Monate nach Verabschiedung des Königsteiner Staatsabkommens gab es wieder Streit zwischen den Ländern und auf Länderebene, nicht zuletzt wegen der Finanzierung der Max-Planck-Gesellschaft. In diesem Konflikt setzten sich die Finanzminister der Länder eigenmächtig über die Kompetenzen ihrer Kollegen aus den Kultusressorts hinweg und gestanden der MPG das Recht auf einen Globalhaushalt zu, obwohl in den Durchführungsbestimmungen zum Königsteiner Staatsabkommen noch die Mittelzuweisung an die einzelnen Institute festgeschrieben worden war. Das ursprüngliche Ziel, die MPG den Kulturressorts „zu unterstellen und die wirtschaftlichen in geeigneter Form von den wissenschaftlichen Interessen zu scheiden“, war endgültig gescheitert.

### Die Nutznießer desKönigsteiner Staatsabkommens
Integrale Bestandteile im Staatsvertrag waren „Durchführungsbestimmungen zum Staatsabkommen der Länder der Bundesrepublik Deutschland über die Finanzierung wissenschaftlicher Forschungseinrichtungen“ und zwei „Übersicht[en] über die wissenschaftlichen Forschungseinrichtungen, die nach dem Abkommen von den Ländern gemeinsam zu finanzieren sind“. In der einen Übersicht sind die Institute und die für sie vorgesehenen Zuschüsse für das Rechnungsjahr 1949 aufgeführt, in der anderen die Institute und ihr Zuschussbedarf für das Rechnungsjahr 1950. In der folgenden Tabelle sind diese beiden Übersichten zusammengefasst.
| Liste der nach dem Königsteiner Staatsabkommen geförderten Forschungsinstitute in den Haushaltsjahren 1949 & 1950 | Liste der nach dem Königsteiner Staatsabkommen geförderten Forschungsinstitute in den Haushaltsjahren 1949 & 1950 | Liste der nach dem Königsteiner Staatsabkommen geförderten Forschungsinstitute in den Haushaltsjahren 1949 & 1950 |
| Baden | | |
| Institut | Zuschüsse 1949 DM                                                                                                 | Zuschüsse 1950 DM                                                                                                 |
| --- | --- | --- |
| Deutsches Hirnforschungsinstitut Neustadt im Schwarzwald                                                          | 16.000 | 16.000 |
| Vogelwarte Radolfzell Möggingen am Bodensee                                                                       | 29.000 | 29.000 |
| Gesamtzuschuss Baden                                                                                              | 45.000 | 45.000 |
| Bayern | | |
| Institut | Zuschüsse 1949 DM                                                                                                 | Zuschüsse 1950 DM                                                                                                 |
| Deutsches Museum, München                                                                                         | 920.000 | 991.000 |
| Germanisches Museum, Nürnberg                                                                                     | 390.000 | 417.200 |
| Deutsche Forschungshochschule Berlin-Dahlem (Sitz München)                                                        | 1.400.000 | 1.082.100 |
| MPI für Silikatforschung Königshofen-Ostheim (Rhön)                                                               | 260.000 | 175.000 |
| Forschungsstelle für Leder und Eiweiß, Regensburg                                                                 | 62.000 | 85.000 |
| Deutsche Forschungsanstalt für Psychiatrie, München                                                               | 150.000 | 168.000 |
| Institut für Wirtschaftsforschung e. V. München                                                                   | 120.000 | 200.000 |
| Gesamtzuschuss Bayern                                                                                             | 3.302.000 | 3.118.300 |
| Hamburg | | |
| Institut | Zuschüsse 1949 DM                                                                                                 | Zuschüsse 1950 DM                                                                                                 |
| Hamburgisches Weltwirtschaftsarchiv                                                                               | 161.000 | 530.000 |
| Gesamtzuschuss Hamburg                                                                                            | 161.000 | 530.000 |
| Hessen | | |
| Institut | Zuschüsse 1949 DM                                                                                                 | Zuschüsse 1950 DM                                                                                                 |
| Westdeutsche Bibliothek, Marburg (Sammlungen der ehem. Preußischen Staatsbibliothek)                              | 300.000 | 443.700 |
| MPI für Biophysik, Frankfurt                                                                                      | 261.500 | 453.000 |
| MPI für Hirnforschung, Gießen                                                                                     | 170.000 | 170.000 |
| MPI für Hirnforschung, Abteilung für klinische Psychiatrie und Konstitutionsforschung, Marburg                    | 40.000 | 50.000 |
| Kerkhoff-Institut, Bad-Nauheim                                                                                    | 70.000 | 79.000 |
| Paul-Ehrlich-Institut, Staatliche Anstalt für experimentelle Therapie und Georg-Speyer-Haus, Frankfurt            | | 434.100 |
| Gesamtzuschuss Hessen                                                                                             | 841.500 | 1.629.800 |
| Niedersachsen | | |
| Institut | Zuschüsse 1949 DM                                                                                                 | Zuschüsse 1950 DM                                                                                                 |
| MPI für ausländisches öffentliches Recht und Völkerrecht                                                          | | |
| Globalzuschuß an die Zentralverwaltung der Max-Planck-Gesellschaft, Göttingen                                     | 1.890.500 | |
| Generalverwaltung der MPG                                                                                         | | 260.000 |
| Gemeinsame Bewirtschaftungs- und Bauaufgaben auf dem Gelände Göttingen, Dundenstr. 10                             | | 536.000 |
| Gemeinsame Einrichtungen, gemeinsame Personal- und Sachausgaben für alle Institute                                | | 550.000 |
| Institut für Instrumentalkunde in der Verwaltung der MPG, Göttingen                                               | 120.000 | 101.000 |
| MPI für Physik, Göttingen                                                                                         | 258.000 | 400.000 |
| MPI für Physik, Abt. Astrophysik, Göttingen                                                                       | 54.000 | 60.000 |
| Institut für Ionosphärenforschung in der Verwaltung der MPG, Lindau, Kreis Northeim                               | 96.000 | 100.000 |
| MPI für Strömungsforschung, Göttingen                                                                             | 320.000 | 340.000 |
| Gmelin-Institut für anorganische Chemie und Grenzgebiete in der MPG Clausthal-Zellerfeld                          | 270.000 | 282.000 |
| MPI für physikalische Chemie, Göttingen                                                                           | 241.000 | 366.000 |
| MPI für Physik, Göttingen                                                                                         | 258.000 | 400.000 |
| Akademie für Raumforschung und Landesplanung, Hannover                                                            | 245.000 | |
| Reichsamt für Bodenforschung, Abt. Erdölforschung, Celle                                                          | 678.000 | |
| Amt für Bodenforschung, Hannover                                                                                  | | 678.000 |
| MPI für Meeresbiologie, Wilhelmshaven                                                                             | 480.000 | 440.000 |
| Medizinische Forschungsanstalt der MPG, Göttingen                                                                 | 245.000 | 345.000 |
| MPI für Hirnforschung, Physiologische Abt., Göttingen                                                             | 100.000 | 90.000 |
| MPI für Züchtungsforschung, Voldagsen                                                                             | 535.000 | 600.000 |
| MPI für Tierzucht und Tierernährung Gut Mariensee, Kreis Neustadt                                                 | 696.000 | 406.000 |
| Zentralforschungsanstalt für Kleintierzucht, Celle                                                                | 346.000 | |
| Forschungsstelle von Sengbusch in der MPG Göttingen                                                               | 45.000 | 45.000 |
| Institut für landwirtschaftliche Arbeits- wissenschaft und Landtechnik in der MPG, Imbshausen, Kreis Northeim     | 174.000 | 120.000 |
| Gesamtzuschuss Niedersachsen                                                                                      | 6.793.500 | 5.719.000 |
| Nordrhein-Westfalen                                                                                               | | |
| Institut | Zuschüsse 1949 DM                                                                                                 | Zuschüsse 1950 DM                                                                                                 |
| MPI für Kohleforschung, Mülheim/Ruhr                                                                              | 250.000 | 325.000 |
| MPI für Eisenforschung, Düsseldorf                                                                                | 233.000 | 310.000 |
| MPI für Bastfaserforschung, Bielefeld                                                                             | 210.000 | 187.000 |
| MPI für Hirnforschung, Abteilung Tumorforschung, Bochum                                                           | 57.000 | 70.000 |
| MPI für Arbeitsphysiologie, Dortmund                                                                              | 468.000 | 308.600 |
| Gesamtzuschuss Nordrhein-Westfalen                                                                                | 1.218.000 | 1.206.600 |
| Rheinland-Pfalz                                                                                                   | | |
| Institut | Zuschüsse 1949 DM                                                                                                 | Zuschüsse 1950 DM                                                                                                 |
| Kaiser-Wilhelm-Institut für Chemie, Tailfingen künftig: MPI für Chemie, Mainz                                     | 993.000 | 893.000 |
| Forschungsinstitut für Rebenzüchtung, Geilweilerhof                                                               | 230.000 | |
| Gesamtzuschuss Rheinland-Pfalz                                                                                    | 1.223.000 | 893.600 |
| Schleswig-Holstein                                                                                                | | |
| Institut | Zuschüsse 1949 DM                                                                                                 | Zuschüsse 1950 DM                                                                                                 |
| Hydrologische Anstalt der Max-Planck- Gesellschaft, Plön/Holstein                                                 | 82.000 | 132.000 |
| Tbc-Forschungsinstitut, Borstel                                                                                   | 420.000 | 444.600 |
| Institut für Weltwirtschaft, Kiel                                                                                 | 420.000 | 650.000 |
| Gesamtzuschuss Schleswig-Holstein                                                                                 | 922.000 | 1.226.600 |
| Württemberg-Baden                                                                                                 | | |
| Institut | Zuschüsse 1949 DM                                                                                                 | Zuschüsse 1950 DM                                                                                                 |
| MPI für Metallforschung, Stuttgart                                                                                | 250.000 | 250.000 |
| Astronomisches Recheninstitut, Heidelberg                                                                         | 171.000 | 171.600 |
| MPI für medizinische Forschung, Heidelberg                                                                        | 605.000 | 750.000 |
| MPI für Züchtungsforschung, Zweigstelle Rosenhof bei Ladenburg                                                    | 138.000 | 143.000 |
| Gesamtzuschuss Württemberg-Baden                                                                                  | 1.164.000 | 1.514.600 |
| Württemberg-Hohenzollern                                                                                          | | |
| Institut | Zuschüsse 1949 DM                                                                                                 | Zuschüsse 1950 DM                                                                                                 |
| Kaiser-Wilhelm-Institut für ausländisches und internationales Privatrecht, Tübingen, ab 1950: MPI                 | 96.000 | 200.000 |
| Kaiser-Wilhelm-Institut für Physik, Hechingen                                                                     | 302.000 | |
| Forschungsstelle für Physik der Stratosphäre in der MPG, Weisenau                                                 | 190.000 | 200.000 |
| Forschungsstelle für Spektroskopie in der MPG, Hechingen                                                          | | 175.000 |
| Gmelin-Institut für anorganische Chemie und Grenzbetriebe, Tübingen                                               | 55.000 | 55.000 |
| Kaiser-Wilhelm-Institut für Biochemie Tübingen, ab 1950: MPI                                                      | 938.000 | 370.000 |
| Kaiser-Wilhelm-Institut für Biologie, Tübingen, ab 1950: MPI                                                      | 1.019.000 | 984.000 |
| Gesamtzuschuss Württemberg-Hohenzollern                                                                           | 2.600.000 | 1.984.000 |
| Forschungseinrichtungen ohne Länderanbindung                                                                      | | |
| Institut | Zuschüsse 1949 DM                                                                                                 | Zuschüsse 1950 DM                                                                                                 |
| Notgemeinschaft der deutschen Wissenschaft                                                                        | 2.000.000 | 4.000.000 |
| Bibliothek Hertziana, Italien                                                                                     | | 88.000 |
| Gesamtzuschuss Forschungseinrichtungen ohne Länderanbindung                                                       | 2.000.000 | 4.088.000 |
| Forschungsförderung nach dem Königsteiner Staatsabkommen                                                          | | |
| | Zuschüsse 1949 DM                                                                                                 | Zuschüsse 1950 DM                                                                                                 |
| total | 20.269.000 | 21.948.900 |
| davon entfallen auf                                                                                               | | |
| | Zuschüsse 1949 DM                                                                                                 | Zuschüsse 1950 DM                                                                                                 |
| die Institute der Kaiser-Wilhelm-Gesellschaft beziehungsweise der Max-Planck-Gesellschaft                         | 12.452.000 | 11.802.000 |
| prozentual | 61,43 % | 53,77 % |
| die Notgemeinschaft der deutschen Wissenschaft                                                                    | 2.000.000 | 4.000.000 |
| prozentual | 9,87 % | 18,22 % |
| die Forschungseinrichtungen der Länder mit überregionaler Bedeutung                                               | 5.817.000 | 6.146.300 |
| prozentual | 28,70 % | 28,00 % |

Aus der Tabelle wird einmal mehr deutlich, welche dominante Rolle die Max-Planck-Gesellschaft im Finanzierungsgefüge des Königsteiner Staatsabkommens spielte – und das vor dem Hintergrund des nachträglich noch zugestandenen Globalhaushaltes, der die interne Verwendung der zugesagten Mittel ausschließlich zu einer Sache der MPG selber machte. So, wie sich die Stiftung Deutsche Forschungshochschule nachträglich als eine Übergangsgesellschaft zur Finanzierung der Dahlemer Institute der Kaiser-Wilhelm-Gesellschaft herausstellte, bis diese 1953 in die Max-Planck-Gesellschaft übernommen wurden, so kann man auch den primären Zweck des Königsteiner Staatsabkommens darin sehen, vorrangig die finanzielle Absicherung der Max-Planck-Gesellschaft zu gewährleisten. „Die MPG höhlte den Inhalt ihrer [der Länder] Wissenschaftskompetenz, die hauptsächlich in der Mittelvergabe bestand, aus, als sie nicht nur den größten Teil der Forschungsmittel an sich zog, sondern diese auch noch global anforderte.“
Eindeutig nicht zu den Nutznießern des Königsteiner Staatsabkommens gehörte die geistes- und sozialwissenschaftliche Forschung. Allenfalls das Deutsche Museum in München, das Germanische Museum in Nürnberg und die aus der Preußischen Staatsbibliothek hervorgegangene Westdeutsche Bibliothek in Marburg können hier genannt werden, wenngleich auch sie nicht im engeren Sinne als geistes- und sozialwissenschaftliche Forschungsinstitute gelten können. Das wurde im Vorfeld des Staatsabkommens selbst von einem so ausgewiesenen Konservativen wie dem damaligen bayerischen Staatsminister für Unterricht und Kultus, Alois Hundhammer, festgestellt, dem zumindest vorschwebte, „das wissenschaftliche Potential der MPG durch eine ‚Deutsche Gesellschaft zur Förderung der Geisteswissenschaften‘ zu ergänzen“, wobei er auch auf den Staatsvertrag über die Deutsche Forschungshochschule verweisen konnte, der eine stärkere Berücksichtigung derartiger Forschungsinstitute beinhaltete. Durchgesetzt hat er sich damit nicht, sondern das, was Maria Osietzki als „norddeutsche Forschungstradition“ skizziert: „Die Konzentration auf die naturwissenschaftliche Forschung in Norddeutschland resultierte aus der preußischen Förderungspraxis, die sich wegen der früher einsetzenden Industrialisierung den ökonomischen Gegebenheiten angepaßt hatte. Sie setzte sich in der Wissenschaftspolitik der bizonalen Verwaltungsämter fort“ und wurde zum Fundament des Königsteiner Staatsabkommens.

## VomKönigsteiner StaatsabkommenzurBlauen Liste

### AuslaufmodellKönigsteiner Staatsabkommen
Das mit Wirkung vom 1. April 1949 in Kraft getretene Königsteiner Staatsabkommen war zunächst für fünf Jahre abgeschlossen worden. Es wurde insgesamt dreimal um je fünf Jahre verlängert: mit Wirkung vom 1. April 1954, vom 1. April 1959 und vom 1. April 1964. Parallel dazu hatte sich aber gezeigt, dass die Forschungsförderung als alleinige Aufgabe der Länder und in deren alleiniger Zuständigkeit kein auf Dauer tragfähiges Konzept mehr war.

„Da die Länder außerstande waren, die gesteigerten Ausgaben für die staatliche Wissenschaftsförderung allein zu tragen, wurde die Wissenschaftsförderung, und zwar auch gerade die Förderung der wissenschaftlichen Hochschulen, allmählich zur Hauptaufgabe des Bundeswissenschaftsministeriums. Der Weg dahin ist in mancher Hinsicht ein Merkmal der tief veränderten Situation im Verhältnis von Staat und moderner Forschung. Für die Anfänge eines um die Förderung der wissenschaftlichen Forschung bemühten Bundesministeriums ist die Tatsache bezeichnend, daß trotz Art. 74 Ziff. 13 GG zunächst gar nicht die Notwendigkeit einer allgemeinen Wissenschaftsförderung durch den Bund der Anlaß zur Errichtung des Bundeswissenschaftsministerruins war; vielmehr sollten nur spezielle Aufgaben durch den Bund wahrgenommen werden, z. B. die Aufgaben gem. Art. 73 Ziff. 9 GG und gem. Art. 74 Ziff.11 GG.“

Eine dieser „speziellen Aufgaben“ war die Atomforschung, für die 1955 als oberste Bundesstelle das „Bundesministerium für Atomfragen“ gegründet wurde, dessen erster Bundesminister bekanntlich Franz Josef Strauß war.
Aus diesem „Bundesministerium für Atomfragen“ ging 1962 das Bundesministerium für wissenschaftliche Forschung hervor. Mit einer Grundgesetzänderung 1969 wurden die Kompetenzen des Bundes in der Bildungsplanung und der Forschungsförderung erweitert, und aus dem Bundesministerium für wissenschaftliche Forschung wurde das Bundesministerium für Bildung und Wissenschaft (BMBW). Begleitet wurde diese Entwicklung von weiteren Vereinbarungen zwischen dem Bund und den Ländern, deren Resultat es war, den Einfluss des Bundes auf die nationale Forschungsförderung zu stärken:
- Verwaltungsabkommen zwischen Bund und Ländern über die Errichtung eines Wissenschaftsrates vom 5. September 1957.
- Verwaltungsabkommen zwischen Bund und Ländern zur Förderung von Wissenschaft und Forschung vom 4. Juni 1964.
Dieses Verwaltungsabkommen führte erstmals zu einer weitreichenden Revision des „Königsteiner Staatsabkommens“ denn mit Wirkung zum Haushaltsjahr 1965 vereinbarten Bund und Länder „für die Dauer der Laufzeit des Königsteiner Abkommens den jährlichen allgemeinen Zuschußbedarf der Deutschen Forschungsgemeinschaft und der Max-Planck-Gesellschaft einschließlich der erforderlichen Baumaßnahmen je zur Hälfte zu tragen.“[21] Der Zuschussbedarf der Max-Planck-Gesellschaft, der 1949 12,452 Millionen DM betragen hatte (siehe Tabelle) lag 1965 bereits bei 144, 6 Millionen DM.
- Das Verwaltungsabkommen zwischen Bund und Ländern zur Förderung von Wissenschaft und Forschung vom 8. Februar 1968.
Dieses Verwaltungsabkommen „enthält im wesentlichen die gleichen Vereinbarungen wie das Verwaltungsabkommen vom 4. Juni 1964 und stellt ein Fortführung der 1964 getroffenen Vereinbarungen dar“.[22]

Zum 31. Dezember 1969 lief das Königsteiner Staatsabkommen aus, ohne dass zu diesem Zeitpunkt eine Neuregelung der Forschungsförderung auf der Basis der ebenfalls 1969 erfolgten Grundgesetzänderung, die dem Bund erweiterte Kompetenzen bei der Forschungsförderung einräumte, absehbar war:

„Außer der Rahmenkompetenz für die allgemeinen Grundsätze des Hochschulwesens (Art. 75 Abs. 1 Ziff. 1 a GG) und der Kompetenz zur Mitwirkung an der Gemeinschaftsaufgabe Ausbau und Neubau von Wissenschaftlichen Hochschulen einschließlich der Hochschulkliniken (Art. 91 a Abs. 1 Ziff. 1 GG) ist dem Bund durch das Finanzreformgesetz vom 12. Mai 1969 eine zusätzliche Kompetenz im Bereich von Wissenschaft und Forschung insoweit zuerkannt worden, als Bund und Länder auf Grund von Vereinbarungen bei der Bildungsplanung und bei der Förderung von Einrichtungen und Vorhaben der Wissenschaftlichen Forschung von überregionaler Bedeutung zusammenwirken können (Art. 91b GG).“

Da die der Grundgesetzänderung nachfolgenden Rahmenvereinbarungen noch nicht vorlagen und offenbar auch in den Folgejahren weitgehend nur Verhandlungssache zwischen Bund und Ländern blieben, beschlossen die Ministerpräsidenten der Länder jährlich „die weitere unveränderte Anwendung der Grundsätze des Königsteiner Abkommens“. Dieses Verfahren wurde bis 1976 praktiziert.

### Das Nachfolgemodell für dasKönigsteiner Staatsabkommen
Am 28. November 1975 einigten sich die Bundesregierung und die elf Bundesländer auf die „Rahmenvereinbarung zwischen Bund und Ländern über die gemeinsame Förderung der Forschung nach Artikel 91 b GG“, mit der faktisch das Königsteiner Staatsabkommen ersetzt wurde. Artikel 2 steckt den Geltungsbereich dieser neuen Vereinbarung ab:

„(1) Die gemeinsame Förderung der Forschung erstreckt sich auf:
1. Die Deutsche Forschungsgemeinschaft und die Sonderforschungsbereiche,
2. Großforschungseinrichtungen,
3. die Max-Planck-Gesellschaft,
4. die Fraunhofer-Gesellschaft,
5. andere selbständige Forschungseinrichtungen von überregionaler Bedeutung und gesamtstaatlichem wissenschaftspolitischem Interesse, sofern der von den Gebietskörperschaften zu deckende Zuwendungsbedarf zu den laufenden Kosten eine bestimmte Größenordnung übersteigt,
6. andere Trägerorganisationen von Forschungseinrichtungen und Forschungsförderungsorganisationen sowie Einrichtungen mit Servicefunktion für die Forschung, sofern die in Nr. 5 genannten Voraussetzungen vorliegen,
7. Forschungsvorhaben von überregionaler Bedeutung und gesamtstaatlichem wissenschaftspolitischem Interesse, sofern ihr Zuwendungsbedarf eine bestimmte Größenordnung übersteigt.
(2) Die gemäß Absatz 1 gemeinsam geförderten Forschungseinrichtungen werden, gegebenenfalls mit ihren Instituten, in Listen aufgeführt. Die Listen zu Nr. 2, 5 und 6 von Absatz 1 werden alle 2 Jahre überprüft.“

Auch wenn der Abschnitt 3 des Artikels 2 darauf verweist, dass viele Fragen noch durch Ausführungsvereinbarungen zu regeln sein werden, werden in Artikel 6 bereits die Grundzüge der Finanzierung festgelegt.

„(1) Für die finanzielle Forschungsförderung gelten die folgenden Schlüssel der Finanzierung für die Anteile des Bundes und der Länder:
1. Deutsche Forschungsgemeinschaft 50:50
2. Sonderforschungsbereiche bis 31.12. 1977 70:30
ab 1. 1.1978 75:25
3. Großforschungseinrichtungen 90:10
4. Max-Planck-Gesellschaft 50:50
5. Fraunhofer-Gesellschaft 90:10
6. Andere Forschungseinrichtungen von überregionaler Bedeutung 50:50
7. Andere Organisationen oder Einrichtungen gemäß Artikel 2 Absatz 1 Nr. 6 50:50
mit Zustimmung aller Vertragschließenden kann von diesem Schlüssel abgewichen werden.“

Der Artikel 7 legt darüber hinaus fest, dass der „auf die Länder entfallende Finanzierungsanteil […] nach einem von ihnen festzulegenden Verteilungsschlüssel auf die einzelnen Länder umgelegt“ wird, und es wird die besondere Beteiligung des jeweiligen Sitzlandes an der Finanzierung einer auf seinem Gebiet ansässigen Forschungseinrichtung geregelt.
Der Artikel 8 der Rahmenvereinbarung überträgt der seit 1970 bestehenden Bund-Länder-Kommission für Bildungsplanung und Forschungsförderung (BLK) weitreichende Kompetenzen für die weitere Forschungsförderung, die in Artikel 10 ausführlich definiert werden.
Anders als das Königsteiner Staatsabkommen, das im Fünfjahresrhythmus immer wieder neu beschlossen werden musste, heißt es in Artikel 11: „Die Rahmenvereinbarung wird auf unbestimmte" Zeit geschlossen. Sie kann mit einer Kündigungsfrist von zwei Jahren zum Ende eines Kalenderjahres, jedoch erstmals nach vier Jahren gekündigt werden.“  Die Rahmenvereinbarung sollte – bei Zustimmung aller Beteiligten – am 1. Juli 1976 in Kraft treten. Die Bestimmungen für die gemeinsam zu fördernden Einrichtungen (siehe oben, Artikel 2) wurden jedoch in Artikel 11, Absatz 2, bis zum 1. Januar 1977 suspendiert – mit Ausnahme derjenigen, die die Deutsche Forschungsgemeinschaft, die Max-Planck-Gesellschaft und die dort unter Punkt 7 zusammengefassten „Forschungsvorhaben von überregionaler Bedeutung und gesamtstaatlichem wissenschaftspolitischem Interesse, sofern ihr Zuwendungsbedarf eine bestimmte Größenordnung übersteigt“.
Die Rahmenvereinbarung wurde ergänzt durch die „Zusatzvereinbarung zwischen den Ländern zur Rahmenvereinbarung Forschungsförderung“ vom 28. November 1975. Ihr wesentlicher Kern ist der Artikel 1, in dem die Länder festlegen, wie der auf sie entfallende Finanzierungsanteil zu ermitteln ist.

„(1) Ein Drittel des Finanzierungsanteils, den das Sitzland für die von Bund und Sitzland gemeinsam geförderten Forschungseinrichtungen, Trägerorganisationen von Forschungseinrichtungen und Forschungsförderungsorganisationen (Art. 7 Abs. 3 der Rahmenvereinbarung Forschungsförderung) bereitstellen muß, wird von allen Ländern gemeinsam aufgebracht.
(2) Dieses gemeinsam aufzubringende Drittel wird auf alle Länder nach dem Verhältnis ihrer Steuereinnahmen und ihrer Bevölkerungszahl umgelegt, wobei das Verhältnis der Steuereinnahmen für 2/3 und das der Bevölkerungszahl für 1/3 dieses Betrages maßgeblich ist. Als Steuereinnahmen gelten die im Länderfinanzausgleich zugrundegelegten Steuereinnahmen der Länder. Die Steuereinnahmen erhöhen oder vermindern sich um die Beträge, welche die Länder im Rahmen des Länderfinanzausgleichs von anderen Ländern erhalten oder an andere Länder abführen. Maßgebend,sind die Steuereinnahmen und die vom Statistischen Bundesamt für den 30. Juni festgestellte Bevölkerungszahl des dem Haushaltsjahr zwei Jahre vorhergehenden Haushaltsjahres.“

Das Inkrafttreten und die Laufzeit dieser Zusatzvereinbarung wurde an die entsprechenden Regelungen der „Rahmenvereinbarung“ gekoppelt. Faktisch bedeutet sie, dass durch sie auch das die Länder betreffende Finanzierungsmodell der „Rahmenvereinbarung“ auf dem Königsteiner Schlüssel basieren soll.
Weitere Zusatzvereinbarungen, Bund und Länder betreffend, wurden zur Finanzierung der Deutschen Forschungsgemeinschaft und der Sonderforschungsbereiche sowie der Max-Planck-Gesellschaft geschlossen. Zur Finanzierung des Länderanteils wird auch hier der Königsteiner Schlüssel festgeschrieben. Analog dazu wurde in der 1977 beschlossenen „Ausführungsvereinbarung zur Rahmenvereinbarung Forschungsförderung über die gemeinsame Förderung der Fraunhofer-Gesellschaft (Ausführungsvereinbarung FhG)“ verfahren.

### Von derRahmenvereinbarung ForschungsförderungzurBlauen Liste
Noch Bestand Regelungsbedarf für den Teil der „Rahmenvereinbarung“, der vorerst suspendiert worden war (siehe oben). Das betraf die in Artikel 2, Absatz 1, der Rahmenvereinbarung aufgeführten Einrichtungen (Punkt 5 und 6):
- „5. andere selbständige Forschungseinrichtungen von überregionaler Bedeutung und gesamtstaatlichem wissenschaftspolitischem Interesse, sofern der von den Gebietskörperschaften zu deckende Zuwendungsbedarf zu den laufenden Kosten eine bestimmte Größenordnung übersteigt,
- 6. andere Trägerorganisationen von Forschungseinrichtungen und Forschungsförderungsorganisationen sowie Einrichtungen mit Servicefunktion für die Forschung, sofern die in Nr. 5 genannten Voraussetzungen vorliegen.“[24]

Für diese Bereiche der gemeinsamen Förderung durch Bund und Länder wurde am 5. und 6. Mai 1977 die „Ausführungsvereinbarung zur Rahmenvereinbarung Forschungsförderung über die gemeinsame Förderung von Einrichtungen der wissenschaftlichen Forschung - Ausführungsvereinbarung Forschungseinrichtungen (AV-FE)“ beschlossen. Unter diese Regelung fielen die zu diesem Zeitpunkt nicht einer Forschungsorganisation angeschlossenen

„a) […] selbständige[n] Forschungseinrichtungen von überregionaler Bedeutung und gesamtstaatlichem wissenschaftspolitischem Interesse, sofern der Zuwendungsbedarf die in § 3 bestimmte Größenordnung überschreitet,
b) […] Trägerorganisationen von Forschungseinrichtungen, […] Forschungsförderungsorganisationen sowie […] Einrichtungen mit Servicefunktion für die Forschung, sofern die unter a) genannten Voraussetzungen vorliegen.“

Das sind im Prinzip die Forschungseinrichtungen, die im allerersten Königsteiner Abkommen nicht der „Kaiser-Wilhelm-Gesellschaft“ beziehungsweise der „Max-Planck-Gesellschaft“ zuzurechnen waren – der Anzahl und dem Fördervolumen nach eine Minderheit. Darunter befanden sich damals auch Einrichtungen mit einem sehr geringen Förderbedarf, was an sich noch nichts über deren wissenschaftliche Arbeit und Kompetenz aussagt. Gleichwohl wurde nun mit den „Ausführungsvereinbarung Forschungseinrichtungen“ ein quantitatives Kriterium für die Bestimmung der Förderungswürdigkeit eingeführt, der zuvor erwähnte § 3 der „Ausführungsvereinbarung“:

„(1) In die gemeinsame Förderung werden nur solche Einrichtungen und Organisationen gemäß § 1 Abs. 1 aufgenommen, deren von den Gebietskörperschaften zu deckender Zuwendungsbedarf zu den laufenden Kosten 1,5 Mio DM pro Jahr übersteigt.
(2) Bei Einrichtungen mit Servicefunktion für die Forschung reicht es aus, wenn der von den Gebietskörperschaften zu deckende Zuwendungsbedarf 1 Mio DM übersteigt.
(3) Bei den Museen wird nur der auf die laufenden Kosten für die Forschung entfallende Zuwendungsbedarf berücksichtigt. Einnahmen aus dem Betrieb der Museen, der nicht der Forschung zuzurechnen ist, bleiben bei der Ermittlung des Forschungsanteils außer Ansatz.
(4) Die laufenden Kosten umfassen alle Kosten außer den Kosten für Grunderwerb, Baumaßnahmen und Ersteinrichtung.“

Die auf diese Weise für eine gemeinsame Förderung überhaupt erst in Betracht kommenden Einrichtungen und Organisationen sollten laut § 1, Absatz 2, der „Ausführungsvereinbarung Forschungseinrichtungen“ in einer ihr anliegenden Liste aufgeführt werden. Diese Anlage, die 1977 die Förderungswürdigkeit von 46 Einrichtungen und Organisationen dokumentierte, ist als Blaue Liste in die Forschungspolitik eingegangen. Sie heißt so, „weil die Erstfassung dieser Anlage auf blauem Papier gedruckt ist. Die Blaue Liste ist das Ergebnis langjähriger Verhandlungen, in denen die Übernahme von weit über 100 Einrichtungen in die Blaue Liste und damit in die gemeinsame Förderung diskutiert wurde.“ Aus diesen 46 Einrichtungen und Organisationen ist später die Leibniz-Gemeinschaft hervorgegangen der 2016 88 Institute angehören.
Nach Dieter Pfeiffer besteht die forschungspolitische Bedeutung der „Ausführungsvereinbarung Forschungseinrichtungen“ darin, „daß dieser vordem von Bund und Ländern auf sehr unterschiedliche Weise finanzierte Bereich neu geordnet und erstmals umfassend geregelt wurde. Damit können forschungspolitische und finanzielle Entscheidungen für eine Reihe überregional bedeutsamer Einrichtungen und Vorhaben vorwiegend der außeruniversitären wissenschaftlichen Forschung von Bund und allen Ländern gemeinsam gefördert werden. Daraus erklärt sich, daß in der Blauen Liste Forschungseinrichtungen recht unterschiedlicher Aufgaben, Rechtsformen und Größen zusammengefaßt sind.“

### Die Einrichtungen der erstenBlauen Liste
| Die Einrichtungen der ersten Blauen Liste von 1977 | Die Einrichtungen der ersten Blauen Liste von 1977                                                                          | Die Einrichtungen der ersten Blauen Liste von 1977 | Die Einrichtungen der ersten Blauen Liste von 1977                                     |
| Baden-Württemberg                                  | |                                                    |                                                                                        |
| lfd. Nr.                                           | Institut | Ort                                                | Anmerkungen                                                                            |
| -------------------------------------------------- | --- | -------------------------------------------------- | -------------------------------------------------------------------------------------- |
| 1.                                                 | Deutsches Institut für Fernstudien (DIFF) an der Universität Tübingen                                                       | Tübingen                                           |                                                                                        |
| 2.                                                 | Fachinformationszentrum 4 (Energie, Physik, Mathematik) Karlsruhe                                                           | Tübingen                                           | Servicefunktion, Finanzierungsschlüssel Bund:Länder 85:15                              |
| 3.                                                 | Kiepenheuer-Institut für Sonnenphysik                                                                                       | Freiburg                                           |                                                                                        |
| 4.                                                 | Institut für Deutsche Sprache                                                                                               | Mannheim                                           |                                                                                        |
| 5.                                                 | Zentralarchiv für Hochschulbau                                                                                              | Stuttgart                                          | Servicefunktion                                                                        |
| Bayern                                             | |                                                    |                                                                                        |
| lfd. Nr.                                           | Institut | Ort                                                | Anmerkungen                                                                            |
| 6.                                                 | Deutsche Forschungsanstalt für Lebensmittelchemie                                                                           | München                                            |                                                                                        |
| 7.                                                 | Deutsches Museum | München                                            | Forschungsanteil 30 %                                                                  |
| 8.                                                 | Germanisches Nationalmuseum                                                                                                 | Nürnberg                                           | Forschungsanteil 65 %                                                                  |
| 9.                                                 | Ifo-Institut für Wirtschaftsforschung                                                                                       | München                                            |                                                                                        |
| 10.                                                | Institut für Zeitgeschichte                                                                                                 | München                                            |                                                                                        |
| Berlin                                             | |                                                    |                                                                                        |
| lfd. Nr.                                           | Institut | Ort                                                | Anmerkungen                                                                            |
| 11.                                                | Deutsches Bibliotheksinstitut                                                                                               | Berlin                                             | Servicefunktion Finanzierungs- schlüssel Bund:Länder 30:70                             |
| 12.                                                | Deutsches Institut für Wirtschaftsforschung                                                                                 | Berlin                                             |                                                                                        |
| 13.                                                | Heinrich-Hertz-Institut für Nachrichtentechnik                                                                              | Berlin                                             |                                                                                        |
| 14.                                                | Wissenschaftszentrum Berlin                                                                                                 | Berlin                                             | Finanzierungsschlüssel Bund:Sitzland 75:25                                             |
| Bremen                                             | |                                                    |                                                                                        |
| lfd. Nr.                                           | Institut | Ort                                                | Anmerkungen                                                                            |
| 15.                                                | Institut für Meeresforschung                                                                                                | Bremerhaven                                        |                                                                                        |
| 16.                                                | Deutsches Schiffahrtsmuseum                                                                                                 | Bremerhaven                                        | (ab 1. Jan. 1980) Forschungsanteil 65 %                                                |
| Hamburg                                            | |                                                    |                                                                                        |
| lfd. Nr.                                           | Institut | Ort                                                | Anmerkungen                                                                            |
| 17.                                                | Bernhard-Nocht-Institut für Schiffs- und Tropenkrankheiten                                                                  | Hamburg                                            |                                                                                        |
| 18.                                                | Heinrich-Pette-Institut für experimentelle Virologie und Immunologie an der Universität Hamburg                             | Hamburg                                            |                                                                                        |
| 19.                                                | HWWA-Institut für Wirtschaftsforschung                                                                                      | Hamburg                                            |                                                                                        |
| 20.                                                | Stiftung Deutsches Überseeinstitut                                                                                          | Hamburg                                            |                                                                                        |
| Hessen                                             | |                                                    |                                                                                        |
| lfd. Nr.                                           | Institut | Ort                                                | Anmerkungen                                                                            |
| 21.                                                | Deutsches Institut für Internationale Pädagogische Forschung (DIPF)                                                         | Frankfurt/M.                                       |                                                                                        |
| 22.                                                | Forschungsinstitut Senckenberg                                                                                              | Frankfurt/M.                                       |                                                                                        |
| 23.                                                | Gesellschaft für Information und Dokumentation (GID)                                                                        | Frankfurt/M.                                       | Servicefunktion Finanzierungsschlüssel Bund:Länder 65:35                               |
| 24.                                                | Johann-Gottfried-Herder-Forschungsrat                                                                                       | Marburg                                            |                                                                                        |
| 25.                                                | Pädagogische Arbeitsstelle des Deutschen Volkshochschul-Verbandes                                                           | Frankfurt/M.                                       | Servicefunktion                                                                        |
| Niedersachsen                                      | |                                                    |                                                                                        |
| lfd. Nr.                                           | Institut | Ort                                                | Anmerkungen                                                                            |
| 26.                                                | Deutsches Primatenzentrum                                                                                                   | Göttingen                                          | Servicefunktion                                                                        |
| 27.                                                | Institut für Erdölforschung                                                                                                 | Hannover                                           |                                                                                        |
| 28.                                                | Institut für den Wissenschaftlichen Film                                                                                    | Göttingen                                          | Servicefunktion                                                                        |
| 29.                                                | Niedersächsisches Landesamt für Bodenforschung, Hauptabteilung I „Gemeinschaftsaufgaben“                                    | Hannover                                           |                                                                                        |
| 30.                                                | Technische Informationsbibliothek an der Technischen Universität                                                            | Hannover                                           | Servicefunktion Finanzierungsschlüssel Bund:Länder 30:70                               |
| 31.                                                | Akademie für Raumforschung und Landesplanung                                                                                | Hannover                                           | Servicefunktion Finanzierungsschlüssel Bund:Länder 30:70                               |
| Nordrhein-Westfalen                                | |                                                    |                                                                                        |
| lfd. Nr.                                           | Institut | Ort                                                | Anmerkungen                                                                            |
| 32.                                                | Bergbau-Museum | Bochum                                             | Forschungsanteil 50 %                                                                  |
| 33.                                                | Deutsche Gesellschaft für Friedens- und'Konfliktforschung (DGFK)                                                            | Bonn                                               | Ohne Sitzlandquote Finanzierungsschlüssel Bund:Länder 80:20                            |
| 34.                                                | Diabetes-Forschungsinstitut an der Universität Düsseldorf                                                                   | Düsseldorf                                         |                                                                                        |
| 35.                                                | Forschungsinstitut für Rationalisierung an der Rheinisch-Westfälischen Technischen Hochschule                               | Aachen                                             |                                                                                        |
| 36.                                                | Institut für Arbeitsphysiologie an der Universität Dortmund                                                                 | Dortmund                                           |                                                                                        |
| 37.                                                | Institut für Kinderernährung                                                                                                | Dortmund                                           |                                                                                        |
| 38.                                                | Institut für Spektrochemie und angewandte Spektroskopie-(ISAS)                                                              | Dortmund                                           | (abl. 1.1980)                                                                          |
| 39.                                                | Medizinisches Institut für Lufthygiene und Silikoseforschung an der Universität Düsseldorf                                  | Düsseldorf                                         |                                                                                        |
| 40.                                                | Rheinisch-Westfälisches Institut für Wirtschaftsforschung                                                                   | Essen                                              |                                                                                        |
| 41.                                                | Zentralbibliothek der Medizin                                                                                               | Köln                                               | Servicefunktion Finanzierungsschlüssel Bund:Länder 30:70                               |
| 42.                                                | Zoologisches Forschungsinstitut und Museum Koenig                                                                           | Bonn                                               | Forschungsanteil 50 %                                                                  |
| Rheinland-Pfalz                                    | |                                                    |                                                                                        |
| lfd. Nr.                                           | Institut | Ort                                                | Anmerkungen                                                                            |
| 43.                                                | Forschungsinstitut bei der Hochschule für Verwaltungswissenschaften                                                         | Speyer                                             |                                                                                        |
| 44.                                                | Römisch-Germanisches Zentralmuseum                                                                                          | Mainz                                              | Forschungsanteil 65 %                                                                  |
| Schleswig-Holstein                                 | |                                                    |                                                                                        |
| 45.                                                | Forschungsinstitut Borstel für experimentelle Biologie und Medizin                                                          | Borstel                                            |                                                                                        |
| 46.                                                | Institut für Meereskunde an der Universität Kiel                                                                            | Kiel                                               |                                                                                        |
| 47.                                                | Institut für die Pädagogik der Naturwissenschaften an der Universität Kiel                                                  | Kiel                                               |                                                                                        |
| 48.                                                | Institut für Weltwirtschaft an der Universität Kiel                                                                         | Kiel                                               |                                                                                        |
| 49.                                                | Wirtschaftswissenschaftliche Zentralbibliothek und Wirtschaftsarchiv im Institut für Weltwirtschaft an der Universität Kiel | Kiel                                               | (Zentralbibliothek der Wirtschaftswissenschaften – ZBW) Servicefunktion (ab. 1.1.1980) |